# Fernando Schwartz
Fernando Schwartz Girón (Ginebra, Suiza, 15 de noviembre de 1937) es un escritor, presentador de televisión y diplomático español.

## Biografía

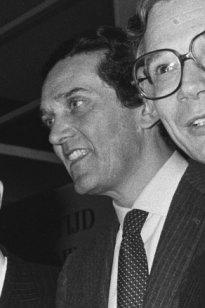
Fernando Schwartz —entonces embajador en los Países Bajos— en Ámsterdam el 7 de enero de 1986 celebrando la entrada de España y Portugal en la Comunidad Económica Europea.

Es hijo del diplomático Juan Schwartz Díaz-Flores y hermano del economista liberal Pedro Schwartz.
Como diplomático e hijo de diplomáticos Fernando Schwartz vivió en varios países durante 25 años. Fue embajador de España en Kuwait y en los Países Bajos, y portavoz del Gobierno de España para Asuntos Exteriores hasta su retirada en 1988.
Tras esto trabajó para el Grupo Prisa, siendo consejero editorial del diario El País, portavoz del grupo y director de Comunicación. También fue profesor de Opinión en la Escuela de Periodismo El País-Universidad Autónoma de Madrid.
Durante una década, entre 1995 y 2004, fue copresentador junto a Máximo Pradera y Ana García-Siñeriz del programa Lo + Plus de Canal +, y en 2006 presentó el programa Schwartz & Co en la televisión autonómica balear, IB3.
Reside entre Madrid y Mallorca con su familia.

## Premios
- Finalista del Premio Planeta de 1982 con La conspiración del Golfo.
- Premio Planeta de 1996 por El desencuentro.
- Premio Primavera de Novela de 2006 por Vichy, 1940.